# Theretra natalensis
Theretra natalensis är en fjärilsart som beskrevs av Rothschild 1894. Theretra natalensis ingår i släktet Theretra och familjen svärmare. Inga underarter finns listade i Catalogue of Life.